# Липовка (Рассказовский район)
Липовка— село в Рассказовском районе Тамбовской области России. Входит в состав Верхнеспасского сельсовета.

## География
Находится в центральной части региона, в лесостепной зоне, в пределах Тамбовской равнины, на берегах реки Лесной Тамбов.

### Климат
Климат характеризуется как умеренно континентальный, с относительно жарким летом и холодной продолжительной зимой. Среднегодовая температура воздуха — 5,4 °С. Средняя температура воздуха самого тёплого месяца (июля) — 19,9 °C (абсолютный максимум — 38,4 °С); самого холодного (января) — −10 °C (абсолютный минимум — −36,9 °С). Безморозный период длится 145—155 дней. Длительность вегетационного периода составляет 180—185 дней Среднегодовое количество атмосферных осадков составляет 525 мм, из которых 342 мм выпадает в период с апреля по октябрь. Снежный покров образуется в последней декаде ноября — начале декабря и держится в течение 125—130 дней.

## История
В документах ревизской сказки 1795 года записано: «Вновь поселенная деревня Липовка. Верхи тож», далее приведены фамилии всех дворцовых крестьян и членов их семей (среди 275 человек — Корабельниковы — Степан, Сергей, Никита, Игнат Попов, Терентий Игнатов, Иван Воскресенский).
В документах ревизской сказки 1811 года о Липовке записано так: «Всемилостивейше пожалована деревня Липовка, Верхи тож, а ныне сельцо, гвардии ротмистру Петру Ивановичу Гурову…».
В 1906 году прихожанами была построена деревянная холодная церковь. Престол один - в честь святого апостола Иоанна Богослова.

## Население
| 2010 |
| ---- |
| 322  |

### Историческая численность населения
К 1811 году в сельце Липовке были 132 мужчины. Крепостные жили в 28 домах.

## Инфраструктура
Основа экономики — сельское хозяйство. Личное подсобное хозяйство.

## Транспорт
Село доступно автотранспортом. Остановка общественного транспорта «Липовка».